# Michael Haneke
Michael Haneke (München, 1942. március 23.) BAFTA- és háromszor César-díjas osztrák filmrendező, a modern mozgóképművészet egyik legkimagaslóbb mestere. Filmjei a modern társadalom szociális problémáival és hibáival foglalkoznak majdnem a sivárságig visszafogott stílusban. Haneke televízió- színház- és filmrendezéssel is foglalkozott. Filmes munkásságán kívül rendezést tanít a bécsi Filmakadémián.
2009-ben a Fehér szalag (2009), valamint 2012-ben a  Szerelem (2012) című filmjével is elnyerte a Cannes-i fesztivál fődíját, az Arany Pálmát.

## Élete, munkássága
Haneke Münchenben született, apja Fritz Haneke német színész és rendező, anyja Beatrix von Degenschild osztrák színésznő. Gyermekkorát Bécsújhelyen töltötte, majd a Bécsi Egyetemen filozófia, pszichológia és dráma szakán tanult. A diploma megszerzése után előbb filmkritikusként, majd három évig Baden Badenben a Südwestrundfunk német tévétársaságnál szerkesztőként és dramaturgként dolgozott.
Első rendezését, a James Saunders írása alapján készült After Liverpoolt 1974-ben mutatták be. A hetvenes években több tévéfilmet is rendezett: Három út a tóhoz (1976), Sperrmüll (1976), Lemmingek (1979). 
Első egész estés játékfilmjét, A hetedik kontinenst 1989-ben mutatták be, melynek nemcsak rendezője, hanem a forgatókönyvírója is volt. A valós történetet feldolgozó alkotás egy család szétesését, tragédiáját mutatja be. Ebben a filmben figyelhető meg először az a merész, erőszakot bemutató stílus, mely a későbbi években egyre jellemzőbb lett Hanekére. Három évvel később, a vitatott Benny videója véglegesen beírta Haneke nevét a filmtörténelembe. A Furcsa játék (1997) című thriller két tinédzser kegyetlenkedéseinek története. A groteszk dramaturgiai eszközöket alkalmazó műből tíz évvel később hollywoodi remake készült, melynek rendezésére magát Hanekét kérték fel. Az amerikai színészekkel forgatott film készítését Haneke csak úgy volt hajlandó elvállalni, ha szabad kezet kap: sem a forgatásba, sem a vágásba nem engedett beleszólást. A Funny Games U. S.-t (2007) ennek ellenére nem fogadták kedvezően a kritikusok.
Haneke első nagy sikerét a kritikusok körében 2001-ben a A zongoratanárnő filmmel aratta, mely Elfriede Jelinek azonos című regényének filmváltozata Isabelle Huppert és Benoît Magimel főszereplésével. A film nemcsak az 54. cannes-i filmfesztivál zsűrijének nagydíját nyerte el, hanem a legjobb női- és férfi főszereplőnek járó díjat is. A 2002-ben Franciaországban forgatott Farkasok ideje (2003) című filmjének főszerepére újra Huppert-t kérte fel. Két évvel később Haneke Rejtély című alkotásával a cannes-i fesztivál legjobb rendezőjének járó díjat nyerte el.
A Fehér szalag című filmjét 2009-ben, Szerelem című francia filmdrámáját a 2012-ben a Cannes-i fesztivál Arany Pálma díjával tüntették ki, így Haneke csatlakozott azon kevés filmrendezőhöz, akik ezt az értékes díjat kétszer is elnyerték. A Szerelem 2013-ban elnyerte a legjobb idegen nyelvű filmalkotásért járó Oscar-díjat.
Haneke a műveiben a nézőknek képzeletük és önálló gondolkodásuk használatára több lehetőséget akar kínálni, annak ellenére, hogy a közönségnek gyakran nehéz filozófiáját és filmjeinek pontos üzenetét kideríteni. A túl részletes és morálisan egyértelműen irányított filmek, Haneke állítása szerint, gondolkodás nélküli fogyasztásra sarkalják a nézőket.
Filmjeiben sokszor egy tipikus polgári házaspár Anna/Anne és Georg/Georges – esetenként Laurent vezetéknévvel – áll a történet középpontjában. Identitásuk, valamint a szerepek megformálása filmenként változik. Haneke más filmjeiben is szerepelnek ugyanezen nevű, de nem házaspári vagy  más kapcsolatban lévő karakterek (például a Fehér szalag).

### Színházi munkássága
Haneke számos színpadi művet rendezett németül, például Strindberg, Goethe, és Heinrich von Kleist darabjait  Berlinben, Münchenben és Bécsben. 2006-ban, mint opera-rendező debütált Mozart Don Giovanni operájával a párizsi Opéra Garnier-ben. 2012-ben a New York City Opera a Cosi fan tutte opera rendezésével bízta meg.  Ez a produkció eredetileg Jürgen Flimm megbízására  a 2009-es Salzburgi Ünnepi Játékokra készült volna, de Haneke megbetegedése miatt a felkészülést le kellett mondani.

## Filmográfia

### Film
| Év   | Magyar cím                            | Eredeti cím                                     | Feladatkör | Feladatkör |
| Év   | Magyar cím                            | Eredeti cím                                     | Rendező    | Író        |
| ---- | ------------------------------------- | ----------------------------------------------- | ---------- | ---------- |
| 1989 | A hetedik kontinens                   | Der siebente Kontinent                          | Igen       | Igen       |
| 1992 | Benny videója                         | Benny's Video                                   | Igen       | Igen       |
| 1994 | 71 töredék a véletlen kronológiájából | 71 Fragmente einer Chronologie des Zufalls      | Igen       | Igen       |
| 1995 |                                       | Der Kopf des Mohren                             | Nem        | Igen       |
| 1995 |                                       | Lumière et compagnie (rövidfilm)                | Igen       | Nem        |
| 1997 | Furcsa játék                          | Funny Games                                     | Igen       | Igen       |
| 2000 | Ismeretlen kód                        | Code inconnu: Récit incomplet de divers voyages | Igen       | Igen       |
| 2001 | A zongoratanárnő                      | La pianiste                                     | Igen       | Igen       |
| 2003 | Farkasok ideje                        | Le temps du loup                                | Igen       | Igen       |
| 2005 | Rejtély                               | Caché                                           | Igen       | Igen       |
| 2007 |                                       | Funny Games                                     | Igen       | Igen       |
| 2008 | A fehér szalag                        | Das weiße Band - Eine deutsche Kindergeschichte | Igen       | Igen       |
| 2012 | Szerelem                              | Amour                                           | Igen       | Igen       |
| 2017 | Happy End                             | Happy End                                       | Igen       | Igen       |

### Televízió
| Év   | Magyar cím           | Eredeti cím                                            | Feladatkör | Feladatkör | Megjegyzések           |
| Év   | Magyar cím           | Eredeti cím                                            | Rendező    | Író        | Megjegyzések           |
| ---- | -------------------- | ------------------------------------------------------ | ---------- | ---------- | ---------------------- |
| 1974 |                      | After Liverpool                                        | Igen       | Igen       | tévéfilm               |
| 1976 | Három út a tóhoz     | Drei Wege zum See                                      | Igen       | Igen       | tévéfilm               |
| 1979 | Lemmingek            | Lemminge                                               | Igen       | Igen       | minisorozat (2 epizód) |
| 1983 |                      | Variation – oder Daß es Utopien gibt, weiß ich selber! | Igen       | Igen       | tévéfilm               |
| 1984 | Ki volt Edgar Allan? | Wer war Edgar Allan?                                   | Igen       | Igen       | tévéfilm               |
| 1986 |                      | Fraulein – Ein deutsches Melodram                      | Igen       | Igen       | tévéfilm               |
| 1991 |                      | Nachruf für einen Mörder                               | Igen       | Igen       | dokumentumfilm         |
| 1993 | A lázadás            | Die Rebellion                                          | Igen       | Igen       | tévéfilm               |
| 1997 | A kastély            | Das Schloß                                             | Igen       | Igen       | tévéfilm               |
| 2013 |                      | Così Fan Tutte                                         | Igen       | Nem        | tévéfilm               |
| TBA  |                      | Kelvin's Book                                          | Igen       | Igen       | televíziós sorozat     |

## Fordítás
Ez a szócikk részben vagy egészben  a   Michael Haneke című angol Wikipédia-szócikk fordításán alapul.  Az eredeti cikk szerkesztőit annak laptörténete sorolja fel. Ez a jelzés csupán a megfogalmazás eredetét és a szerzői jogokat jelzi, nem szolgál a cikkben szereplő információk forrásmegjelöléseként.